# Брюханов, Николай Иванович
Николай Иванович Брюханов (4 декабря 1918, Вышний Волочек, Тверская губерния — 3 августа 2004, Петрозаводск) — российский и советский художник книги, график, заслуженный деятель искусств Карельской АССР (1978).

## Биография
В 1939 г. окончил школу юных дарований имени С. М. Кирова при Академии художеств СССР в Ленинграде.
С 1939 по 1948 гг. — в рядах Красной Армии, участник Великой Отечественной войны, гвардии старший сержант, за образцовое исполнение обязанностей и добросовестное художественное исполнение истории 147-го гвардейского истребительного авиаполка награждён медалью «За боевые заслуги»,, а также Орденом Отечественной войны II степени.
С 1949 г. работал художником-оформителем в художественно-промышленных мастерских Промкомбината г. Вышний Волочёк.
С 1952 по 1958 гг. учился на графическом факультете Ленинградского института живописи, скульптуры и архитектуры имени И. Е. Репина.
Дипломная работа — оформление и иллюстрации к книге Джона Рида «10 дней, которые потрясли мир».
С 1958 г. работал в издательстве «Карелия» (Петрозаводск), старший художественный редактор. Оформил более 100 изданий, более 20 иллюстрировал, в том числе к «Руслану и Людмиле» А. С. Пушкина, сказке Астрид Линдгрен «Мио, мой Мио», книги «Невский сказ».
С 1962 на творческой работе.
Член Союза художников СССР (1970).
В 1997 г. Н. И. Брюханову присвоено звание «Человек года» города Петрозаводска.
Работы Н. И. Брюханова находятся в Музее изобразительных искусств Республики Карелия, Национальном музее Республики Карелия.

## Награды и звания
Все награждения связаны с участием Николая Ивановича Брюханова в Великой Отечественной войне:
- Медаль «За оборону Ленинграда»,
- Медаль «За боевые заслуги»,
- Медаль «За победу над Германией в Великой Отечественной войне 1941—1945 гг.»,
- Орден Отечественной войны II степени.

Почётные звания:
- Заслуженный деятель искусств Карельской АССР

## Участие в выставках
- 1958 г.— Всесоюзная художественная выставка к 40-летию ВЛКСМ. Москва.
- 1959 г.— Выставка произведений художников Карелии. Москва.
- 1970 г. — Международная выставка книги к 100-летию сор дня рождения В. И. Ленина. Москва.
- 1971 г.— Выставка произведений художников автономных республик РСФСР. Москва.
- 1972 г. — Изобразительное искусство Петрозаводска в Финляндии. Варкаус.
- 1976 г. — Международная выставка-ярмарка. Москва.
- 1978 г. — Персональная выставка. Петрозаводск.
- 1983 г. — Карельское изобразительное искусство в ГДР. Нойбранденбург.
- 1988 г. — Выставка «Изобразительное искусство Карелии» в рамках проведения Дней культуры Республики Карелия в Республике Коми. Сыктывкар.
- 1988 г. — Персональная выставка. Петрозаводск.
- 1989 г. — Выставка произведений художников автономных республик РСФСР. Москва.
- 1995 г. — Выставка «Калевала» в творчестве художников: к 160-летию издания эпоса. Петрозаводск.
- 1996 г. — Выставка «Калевала» в творчестве художников Карелии и финских художников г. Ийсалми. Петрозаводск.
- 1998 — «Российский Север». Киров, 1998.
- 1999 г. — Выставка "Живая «Калевала». Москва.
- 1999 г. — Выставка «Тому, кто русской стал судьбой». Петрозаводск.
- 2001 г. — Выставка «Сказка сказок: книжная графика карельских художников». Петрозаводск.
- 2005 г. — Выставка «Виват, Художник!». Петрозаводск.
- 2005 г. — Выставка: «Усы, лапы, хвост»: анималистическое искусство. Петрозаводск.
- 2006 г. — Выставка "Живая «Калевала». Национальный музей истории и культуры Республики Беларусь.

## Участие в конкурсах
- 1960 г. — Всесоюзный конкурс на 50 лучших изданий (Диплом II степени за художественное редактирование).
- 1961 г. — Всероссийский конкурс на 25 лучших книг (Диплом II степени за художественное редактирование).
- 1965 г. — Всероссийский конкурс искусства книги (Поощрительный диплом за художественное оформление и разработку макета путеводителя Я. Ругоева «По Советской Карелии»).
- 1967 г. — Всероссийский конкурс искусства книги к 50-летию Великого Октября (Диплом II степени за оформление книги «Калевала» и поощрительные дипломы за книги С. Ямщикова «Живопись древней Карелии», А. Витухновского «Путешествие по газетному листу».
- 1970 г. — Всесоюзный конкурс лучших изданий (Диплом II степени за оформление сборника «Карельские сказки и поговорки»).
- 1970 г. — Всероссийский конкурс искусства книги (Диплом I степени за оформление книги "Конституция Карельской АССР, Диплом II степени за оформление сборника «Всех дел и помыслов источник» и сувенирного издания «Карельские пословицы и поговорки»).
- 1972 г. — Всероссийский конкурс искусства книги (Диплом I степени за оформление сувенирного издания книги «Марциальные воды».
- 1972 г. — Всесоюзный конкурс лучших изданий (Диплом II степени за сувенирное издание книги «Марциальные воды»).
- 1972 г. — Почётная грамота Государственной библиотеки СССР им. В. И. Ленина, московского клуба любителей миниатюрных книг за малоформатное издание «Марциальные воды».
- 1974 г. — Всероссийский конкурс искусства книги (Диплом I степени за создание иллюстраций и художественное решение сувенирного издания «Были — небылицы»).
- 1977 г. — Всероссийский конкурс искусства книги (Диплом II степени за создание высокохудожественных иллюстраций к книге П. К. Асбьёрнсена «Королевские зайцы» и высокий уровень художественного оформления книги «Сталью закалённая»).
- 1979 г. — Бронзовая медаль ВДНХ СССР за сборник «Карельские сказки».

## Основные работы
- «Сказки» (1964—1965)
- М. Марич. «Северное Сияние» (1965—1966)
- «Карельские пословицы и поговорки» (1968—1969)
- С. Лагерлёф. «Чудесное путешествие Нильса с дикими гусями» (1969)
- Пушкин А. С. «Сказка о золотом петушке» (1969),
- «Конституция Карельской АССР» (1970)
- Пушкин А. С. «Сказка о рыбаке и рыбке»(1971)
- Пушкин А. С. «Сказка о царе Салтане» (1978)
- Пушкин А. С. Поэма «Руслан и Людмила» (1974—1975).
- Асбьёрнсен П. К. «На восток от солнца, на запад от луны» (1972)
- «Сума, дай ума» (карельская народная сказка) (1973)
- А. Линдгрен. «Мио, мой мио!»(1977)
- «Карельские сказки» (1977)
- «Кижское восстание» (1976)
- Ф. Глинка. «Карелия»

### Станковая графика
1. Цикл цветных акварелей к истории создания памятника Петру Великому в С.-Петербурге (1977—1980)
2. Серия акварелей по мотивам Калевалы (1981—1985)